# San Antonio (Cile)
San Antonio è un comune del Cile capoluogo della provincia di San Antonio nella Regione di Valparaíso. Costituisce il principale porto cileno sull'oceano pacifico. Al censimento del 2002 possedeva una popolazione di 87.205 abitanti.

## Società

### Evoluzione demografica
| Censimento del 1992 | Censimento del 2002 |
| 78.158 ab.          | 87.205 ab.          |